# Marcelo Álvarez
Marcelo Raúl Álvarez (Córdoba, 27 febbraio 1962) è un tenore argentino.

## Biografia
Il suo debutto professionale risale al 1995 nel ruolo di Elvino ne La sonnambula di Bellini al Gran Teatro La Fenice di Venezia.
Al Teatro Verdi (Trieste) nel 1996 è Il Duca di Mantova in Rigoletto, nel 1999 Sir Edgardo di Ravenswood in Lucia di Lammermoor con Stefania Bonfadelli diretto da Daniel Oren e nel 2002 Werther (opera).
Per il Teatro alla Scala di Milano nel 1998 è Carlo in Linda di Chamounix, nel 2002 Alfredo Germont nella prima de La traviata con Roberto Frontali diretto da Riccardo Muti al Teatro degli Arcimboldi e Gennaro nella prima di Lucrezia Borgia di Donizetti con Michele Pertusi, Mariella Devia, Daniela Barcellona e Carlo Bosi diretto da Renato Palumbo ripreso dalla Rai, nel 2003 Rodolfo nella prima di La bohème con Cristina Gallardo-Domas, Roberto Servile, Parodi, Natale De Carolis, Angelo Romero e Matteo Peirone diretto da Bruno Bartoletti ripreso da Rai 2, nel 2006 Il duca di Mantova nella prima di Rigoletto con Leo Nucci ed Andrea Rost diretto da Riccardo Chailly, nel 2011 Ein Sänger nella prima di Der Rosenkavalier con Joyce DiDonato, nel 2012 Mario Cavaradossi in Tosca (opera) diretto da Nicola Luisotti e Rodolfo nella prima di Luisa Miller diretto da Gianandrea Noseda, nel 2013 Riccardo nella prima di Un ballo in maschera con Patrizia Ciofi e nel 2014 Manrico nella prima di Il trovatore con Franco Vassallo e Maria Agresta ripreso dalla Rai.
All'Opéra national de Paris nello stesso anno è Alfredo Germont ne La traviata con Nucci diretto da James Conlon, nel 2000 Il Duca di Mantova in Rigoletto con Juan Pons diretto da Paolo Carignani, nel 2001 Le Chevalier des Grieux in Manon (Massenet) con Renée Fleming, nel 2003 Rodolfo ne La bohème, nel 2007 Riccardo in Un ballo in maschera, nel 2009 Andrea Chénier (opera), nel 2011 Rodolfo in Luisa Miller e Don Alvaro ne La forza del destino con Violeta Urmana, nel 2013 Enzo Grimaldo ne La Gioconda con Claudio Sgura e Radames in Aida con Carlo Cigni e nel 2014 Mario Cavaradossi in Tosca.
Al Royal Opera House, Covent Garden di Londra sempre nel 1998 è Alfredo Germont ne La traviata, nel 2000 Hoffmann in Les contes d'Hoffmann con Desirée Rancatore ed Angela Gheorghiu, nel 2001 Il duca di Mantova in Rigoletto, nel 2003 Rodolfo in Luisa Miller con Barbara Frittoli e Ferruccio Furlanetto ed Edgardo in Lucia di Lammermoor, nel 2004 Werther diretto da Antonio Pappano, nel 2005 Riccardo (Gustavus III) in Un ballo in maschera con Thomas Hampson (cantante) e Karita Mattila, nel 2006 Mario Cavaradossi in Tosca con Bryn Terfel e Rodolfo ne La bohème, nel 2007 Manrico ne Il trovatore, nel 2008 Don José in Carmen (opera) e nel 2010 Radames in Aida con Giacomo Prestia raggiungendo le ottanta recite londinesi.
Al Metropolitan Opera House di New York debutta nel 1998 come Alfredo ne La traviata diretto da James Levine, nel 1999 Il duca di Mantova in Rigoletto con Sumi Jo, nel 2000 Italian Singer in Der Rosenkavalier con Cheryl Studer, nel 2002 Edgardo in Lucia di Lammermoor, nel 2004 Rodolfo ne La bohème con Ainhoa Arteta e Paul Plishka, nel 2005 Des Grieux in Manon (Massenet) con la Fleming, nel 2008 Don José in Carmen con Lucio Gallo, nel 2009 Manrico ne Il trovatore con Dmitrij Hvorostovskij e Dolora Zajick diretto da Noseda e Cavaradossi in Tosca con la Mattila, nel 2012 Radames in Aida con la Urmana e Riccardo in Un ballo in maschera diretto da Fabio Luisi e nel 2014 Andrea Chénier raggiungendo 108 recite al Met.
Al Wiener Staatsoper debutta nel 1998 come Alfredo Germont ne La traviata con Viktorija Luk"janec', nel 2001 Il Duca di Mantova in Rigoletto, nel 2004 Roméo in Romeo e Giulietta (Gounod) diretto da Marcello Viotti con Elīna Garanča, nel 2005 Werther, nel 2006 Rodolfo ne La bohème e nel 2013 Mario Cavaradossi in Tosca.
Vive a Milano con la moglie e il figlio.

## Repertorio
| Ruolo                | Titolo                  | Autore     |
| -------------------- | ----------------------- | ---------- |
| Elvino               | La sonnambula           | Bellini    |
| Arturo Talbo         | I puritani              | Bellini    |
| Don José             | Carmen                  | Bizet      |
| Maurizio di Sassonia | Adriana Lecouvreur      | Cilea      |
| Nemorino             | L'elisir d'amore        | Donizetti  |
| Gennaro              | Lucrezia Borgia         | Donizetti  |
| Edgardo Ravenswood   | Lucia di Lammermoor     | Donizetti  |
| Tonio                | La Fille du régiment    | Donizetti  |
| Carlo di Sirval      | Linda di Chamounix      | Donizetti  |
| Andrea Chénier       | Andrea Chénier          | Giordano   |
| Faust                | Faust                   | Gounod     |
| Roméo                | Roméo et Juliette       | Gounod     |
| Chevalier Des Grieux | Manon                   | Massenet   |
| Werther              | Werther                 | Massenet   |
| Hoffmann             | Les Contes d'Hoffmann   | Offenbach  |
| Enzo Grimaldo        | La Gioconda             | Ponchielli |
| Renato Des Grieux    | Manon Lescaut           | Puccini    |
| Rodolfo              | La bohème               | Puccini    |
| Mario Cavaradossi    | Tosca                   | Puccini    |
| Conte d'Almaviva     | Il barbiere di Siviglia | Rossini    |
| Cantante italiano    | Der Rosenkavalier       | Strauss    |
| Rodolfo              | Luisa Miller            | Verdi      |
| Duca di Mantova      | Rigoletto               | Verdi      |
| Manrico              | Il trovatore            | Verdi      |
| Alfredo Germont      | La traviata             | Verdi      |
| Riccardo             | Un ballo in maschera    | Verdi      |
| Don Alvaro           | La forza del destino    | Verdi      |
| Radames              | Aida                    | Verdi      |
| Fenton               | Falstaff                | Verdi      |

## Discografia

### Opere complete
- Manon di Jules Massenet, 2003, Sony Classical.
- Lucia di Lammermoor di Gaetano Donizetti, 2005, La Voce, Inc.
- Puccini: Tosca - Marcelo Alvarez/Sondra Radvanovsky/Falk Struckmann/Metropolitan Opera House Chorus & Orchestra/ Marco Armiliato, 2011 MetOpera

### Recital
- Bel Canto con l'Orchestra del Welsh National Opera, 1998, Sony Classical.
- Berlin Gala, 1999, Polygram Records.
- Marcelo Álvarez Sings Gardel, 2000, Sony Classical.
- French Arias con Orchestre Philharmonique de Nice & Sir Mark Elder, 2001, Sony Classical.
- Duetto con Salvatore Licitra e The City of Prague Philharmonic con Daniel May, 2003, Sony Classical.
- The Tenor's Passion, 2004, Sony Classical. Capolavori italiani e francesi.
- Festliche Operngala, 2005, RCA.
- Verdi, The Verdi tenor - Alvarez/Oren/Orch. Verdi Milano, 2009 Decca

## Videografia

### Opere complete
- Verdi - Rigoletto, 2002, Opus Arte. Con Paolo Gavanelli, Christine Schäffer alla Royal Opera House, Londra.
- Massenet - Manon, 2003, TDK. - 2001 con Renée Fleming all'Opera National (Bastille), Parigi.
- Donizetti - Lucia di Lammermoor, 2004, TDK. - 2003 con Stefania Bonfadelli a Genova.
- Puccini - La bohème, 2004, TDK. Performance del febbraio 2003 con Christina Gallardo-Domas al Teatro degli Arcimboldi (La Scala ensemble), Milano.
- Donizetti - Lucia di Lammermoor, 2005, La Voce, Inc. Agosto 2004, con Mariella Devia a Tokyo.
- Rigoletto di Giuseppe Verdi, 2005, Roadhouse Movie. 2002, con Roberto Servile, Inva Mula a Siena, Italia.
- Verdi - Rigoletto, 2006, TDK. - dicembre 2004 con Carlos Alvarez e Inva Mula al Liceu a Barcelona in Spagna.
- Massenet - Werther, 2005, TDK. Performance del febbraio 2005 con Elina Garanča all'Wiener Staatsoper a Vienna, include intervista.
- Verdi, Trovatore - Armiliato/Alvarez/Radvanovsky/Zajick, 2011 Deutsche Grammophon (DVD & Blu-ray Disc)

### Recital e concerti
- Marcelo Álvarez in Search of Gardel, 1999, Bullfrog Films.
- Love & Desire, 2002, TDK. concerto gala di Berlino 1999.
- Verdi Gala, 2002, TDK. Parma, concerto 2001.
- Duetto, 2003, Sony Classical.
- Mariella Devia, Marcelo Álvarez, 2005, La Voce, Inc. Concerto dell'agosto 2004 a Tokyo.
- Festliche Operngala, 2005, United Motion. Deutsche Oper concerto di novembre, 2005 a Berlino.
- DVD Sampler Opera 06, 2006, TDK.

## Premi
- 1995 – vincitore competizione regionale a Pavia in Italia
- 1999 – Gold Camera Award, 33° Annual International Film e Video Festival
- 1999 – menzione onorevole, Columbus International Film and Video Festival
- 2000 – Cantante dell'anno, Echo Klassik (German Audioworks Cultural Institute)
- 2002 – Cantante dell'anno, Echo Klassik
- 2003 – Miglior Tenore dell'anno, 2002, votato dai lettori della rivista italiana L'Opera